# Black Flame (álbum)
Black Flame es el quinto álbum de estudio de la banda británica de metalcore Bury Tomorrow. El álbum fue lanzado el 13 de julio de 2018 con los sellos discográficos Music for Nations y Sony Music. Fue producido por Dan Weller.
El 14 de junio de 2019, la banda anunció la edición de lujo del álbum que contiene el bonus track "Glasswalk" y versiones en vivo de tres canciones del álbum original, mientras que también lanzó el bonus track "Glasswalk" como nuevo sencillo del álbum.

## Lista de canciones
| N.º | Título             | Duración |  |
| 1.  | «No Less Violent»  | 3:29     |  |
| 2.  | «Adrenaline»       | 2:43     |  |
| 3.  | «Black Flame»      | 5:15     |  |
| 4.  | «My Revenge»       | 4:25     |  |
| 5.  | «More Than Mortal» | 5:31     |  |
| 6.  | «Knife of Gold»    | 2:58     |  |
| 7.  | «The Age»          | 3:33     |  |
| 8.  | «Stormbringer»     | 3:14     |  |
| 9.  | «Overcast»         | 5:07     |  |
| 10. | «Peacekeeper»      | 4:05     |  |

| Edición de lujo (Bonus tracks) |                                                        |          |  |
| N.º                            | Título                                                 | Duración |  |
| 11.                            | «Glasswalk»                                            | 3:49     |  |
| 12.                            | «Black Flame» (En vivo desde Londres, Reino Unido)     | 4:00     |  |
| 13.                            | «No Less Violent» (En vivo desde Londres, Reino Unido) | 3:30     |  |
| 14.                            | «The Age» (En vivo desde Londres, Reino Unido)         | 3:16     |  |

## Posicionamiento en lista
| Lista (2018)                            | Posición |
| --------------------------------------- | -------- |
| Alemania (Offizielle Top 100)           | 19       |
| Austria (Ö3 Austria)                    | 45       |
| Escocia (Scottish Albums Chart)         | 18       |
| Estados Unidos (Top Heatseekers Albums) | 13       |
| Reino Unido (UK Albums Chart)           | 21       |
| Reino Unido (UK Rock & Metal Albums)    | 2        |
| Suiza (Schweizer Hitparade)             | 22       |

## Personal
Bury Tomorrow
- Winter-Bates - Voz gutural
- Kristan Dawson - guitarra principal
- Jason Cameron – guitarra rítmica, voz secundario
- Davyd Winter-Bates – bajo
- Adam Jackson - batería, percusión